# Enumeratio plantarum quas in Novae Hollandiae ora austro-occidentali ad fluvium Cygnorum et in sinu Regis Georgii collegit Carolus Liber Baro de Hügel
Enumeratio plantarum quas in Novae Hollandiæ ora austro-occidentali ad fluvium Cygnorum et in sinu Regis Georgii collegit Carolus Liber Baro de Hügel es una descripción de las plantas recolectadas en la colonia del Río Swan y King George Sound en Australia Occidental. 

## Autor
El autor, Stephan Endlicher, utiliza una colección organizada por Charles von Hügel para compilar la primera flora de los nuevos asentamientos. Hugel visitó la región durante 1833-1834, varios años después de la fundación de la colonia. Los trabajos se realizaron con las descripciones formales, en latín, de nuevas especies y géneros de plantas. La única entrega se produjo en Europa por Endlicher en 1837, la obra también incluye contribuciones por Eduard Fenzl, George Bentham, Heinrich Wilhelm Schott.